# Anthomyia fulviceps
Anthomyia fulviceps är en tvåvingeart som först beskrevs av Macquart 1835.  Anthomyia fulviceps ingår i släktet Anthomyia och familjen blomsterflugor.
Artens utbredningsområde är Frankrike. Inga underarter finns listade i Catalogue of Life.